# つくばメモリアルホール
つくばメモリアルホール（つくばメモリアルホール）は、茨城県つくば市にある公営斎場・火葬場。友引の日、1月1日から1月3日は休館日となっている。

## 所在地
- 300-3255 茨城県つくば市玉取1766

## 沿革
1999年10月29日、供用開始。

## 施設内
- 火葬炉 6基（将来2基を増設する予定になっている）
- 告別室 3室
- 収骨室 3室
- 霊安室 1室
- 待合室 6室
- 敷地面積 88,906.51m2
- 建築面積 5,562.54m2

## 最寄駅
- つくば駅からタクシーで10分
- 土浦駅からタクシーで25分
- 土浦北インターチェンジから国道125号経由で20分
- 桜土浦インターチェンジから25分

## トラブル
つくばメモリアルホールで2020年頃から、葬祭会館から送られてきた棺を係員が無断で開け、副葬品を取り出し、ごみ袋に入れて葬祭会館に返却したりしたことが明らかになった。同メモリアルホールでは、爆発の危険性がある物や、燃焼温度が高温になり過ぎて遺骨が損傷したり、土台に付着してしまう例があったことを理由にしているが、葬祭会館を運営する葬祭業者側からは怒りの声が出ている。